# Sage-Felsenratte
Die Sage-Felsenratte (Aconaemys sagei) ist die kleinste Art der Südamerikanischen Felsenratten innerhalb der Trugratten (Octodontidae). Ihr Verbreitungsgebiet ist auf eine kleine Region in Zentralchile und dem westlichen Argentinien beschränkt.

## Merkmale
Die Sage-Felsenratte erreicht eine Kopf-Rumpf-Länge von 14,0 bis 15,9 Zentimeter bei einem Gewicht von 83 bis 110 Gramm. Der Schwanz ist 58 bis 68 Millimeter lang, die Hinterfußlänge beträgt 26 bis 29 Millimeter und die Ohrlänge 17 bis 19 Millimeter. Damit handelt es sich um die kleinste Art der Südamerikanischen Felsenratten. Das Rückenfell ist dunkelbraun, die Bauchseite gelbbraun. Der Schwanz ist leicht behaart und zweifarbig mit hellerer Unterseite.
Der Schädel ist schmaler und weniger hoch wie bei den beiden verwandten Arten. Der Chromosomensatz besteht aus 2n = 54 (FN=104) Chromosomen.

## Verbreitung
Das Verbreitungsgebiet der Sage-Felsenratte ist auf eine kleine Region in Zentralchile und dem westlichen Argentinien beschränkt. In Chile kommt die Art in den Provinzen Malleco und Cautín in der Región de la Araucanía vor, in Argentinien am Lago Quillén und dem Lago Hui Hui in der Provinz Neuquén.

## Lebensweise
Die Lebensräume befinden sich typischerweise in offenen Grasflächen ohne Weidebetrieb und in jungen Sekundärwaldgebieten von Nothofagus mit einem Unterwuchs aus Bambus. Die Tiere sind tagaktiv und strikt herbivor. Sie ernähren sich wahrscheinlich ausschließlich von grünen Pflanzenteilen, der Blinddarm (Caecum) ist entsprechend groß ausgebildet. Sie leben primär unterirdisch und am Boden und sind grabend aktiv. In Gebieten, in denen sie vorkommen, gibt es zahlreiche offene Baue mit kleinen Hügeln aus Auswurfmaterial und darauf angelegten Pfaden. Die Kommunikation erfolgt über hohe Rufe und leise glucksende Lautäußerungen.
Über die Paarungszeiten und die Fortpflanzung der Art liegen keine Informationen vor.

## Systematik
Die Sage-Felsenratte wird als eigenständige Art innerhalb der Gattung der Südamerikanischen Felsenratten (Aconaemys) eingeordnet, die aus drei Arten besteht. Die wissenschaftliche Erstbeschreibung stammt von dem amerikanischen Mammalogen Oliver Paynie Pearson aus dem Jahr 1984 und erfolgte anhand von Individuen vom Lago Quillén in Argentinien aus einer Höhe von 1050 Metern. Anhand von molekularbiologischen Daten wurde die Südamerikanische Felsenratte (Aconaemys fuscus) als Schwesterart identifiziert.
Innerhalb der Art werden neben der Nominatform keine Unterarten unterschieden.

## Status, Bedrohung und Schutz
Die Sage-Felsenratte wird bei der International Union for Conservation of Nature and Natural Resources (IUCN) aufgrund fehlender Daten zum Bestand und zur Bestandsentwicklung als „data deficient“ eingestuft. In den Regionen, in denen die Art vorkommt, ist sie häufig, das Gesamtverbreitungsgebiet ist allerdings vergleichsweise klein. Als potenzielle Gefährdung für die Bestände wird der Rückgang geeigneter Lebensräume angenommen.

## Belege
1. 1 2 3 4 5 6 7 8 9 10  A.A. Ojeda: Sage's Rock Rat - Aconaemys sagei. In: Don E. Wilson, T.E. Lacher, Jr., Russell A. Mittermeier (Herausgeber): Handbook of the Mammals of the World: Lagomorphs and Rodents 1. (HMW, Band 6), Lynx Edicions, Barcelona 2016; S. 551. ISBN 978-84-941892-3-4.
2. 1 2  Aconaemys sagei in der Roten Liste gefährdeter Arten der IUCN 2017-2. Eingestellt von: N. Roach, 2008. Abgerufen am 11. Oktober 2017.
3. ↑  Aconaemys sagei. In: Don E. Wilson, DeeAnn M. Reeder (Hrsg.): Mammal Species of the World. A taxonomic and geographic Reference. 2 Bände. 3. Auflage. Johns Hopkins University Press, Baltimore MD 2005, ISBN 0-8018-8221-4.